# معشوق (زنده از پاریس)
معشوق (زنده از پاریس) (انگلیسی: Lover (Live From Paris)) چهارمین آلبوم زنده تیلور سوئیفت خواننده و ترانه‌سرای آمریکایی است که در ۱۴ فوریه ۲۰۲۳ از طریق ریپابلیک رکوردز منتشر شد. این آلبوم که یک نسخه ویژه روز ولنتاین است، یک صفحه گرامافون با نسخه محدود است که به طور انحصاری از طریق فروشگاه اینترنتی سوئیفت فروخته شد. این شامل دو آلبوم پرآهنگ قلبی شکل است که شامل ضبط زنده هشت آهنگ از هفتمین آلبوم استودیویی سوئیفت، معشوق (۲۰۱۹) است که در کنسرت یک روزه‌اش، شهر عاشق در تئاتر المپیا، پاریس، در ۹ سپتامبر ۲۰۱۹ اجرا کرد. این آلبوم زنده در جدول استرالیا، بریتانیا، و ایالات متحده و در صدر جدول آلبوم های واینل بیلبورد قرار گرفت.